# Jean Dausset
Jean-Baptiste-Gabriel-Joachim Dausset (Toulouse, 1916. október 19. – Palma de Mallorca, 2009. június 6.) francia immunológus. 1980-ban Baruj Benacerraffal és George D. Snell-lel megosztva orvostudományi Nobel-díjban részesült a fő hisztokompatibilitási komplex és annak genetikai hátterének felfedezéséért.

## Ifjúsága
Jean Dausset 1916. október 19-én született a franciaországi Toulouse-ban. Apja, Henri Dausset a Pireneusokból származó orvos, anyja a lotaringiai Elisabeth Dausset (lánykori nevén Renard) volt. Az első világháború kitörése után a Párizsban élő család Toulouse-ba költözött, míg Jean apja századosi rangban katonaorvosként a fronton harcolt. Jean is Toulouseban született, ő volt a legfiatalabb a négy gyermek közül. Az első világháború után apja hol Párizsban, hol üdülővárosokban praktizált, Jean pedig gyermekkora nagy részét Biarritzban töltötte. Oktatását anyja és egy magántanár végezte. Mikor 11 éves volt, végleg Párizsba költöztek, ahol Jean a Lycée Michelben végezte el a középiskolát. Apja nyomására orvostudományt kezdett el tanulni a Sorbonne-on. 1939-ben megkapta a diplomáját, de elbukott a kórházi rezidensi vizsgán és míg az ismétlésre készült, kitört a második világháború, őt pedig behívták a hadseregbe. A német előrenyomulást követő káoszban Dausset motorbiciklivel visszavonult Toulouse-ba, majd onnan az akkor francia uralom alatt levő Algériába, ahol végül leszerelték. Ezután visszatért a megszállt Párizsba és megkezdte kórházi gyakorlatát. 1942-ben önkéntes orvosi munkát vállalt Marokkóban és amikor a Szövetségesek partraszálltak Észak-Afrikában, csatlakozott a francia felszabadító mozgalomhoz. Orvosként gyakran kellett vérátömlesztést adnia sebesült katonáknak; ekkor szerezte első immunhematológiai tapasztalatait. 

## Pályafutása
1944-ben visszatért a felszabadított Párizsba és a Hôpital Saint-Antoine vértranszfúziós központjában dolgozott. Marcel Bessis professzorral közösen kutatta, hogyan lehetne hatékonyabbá tenni a transzfúziót, majd 1948-ban a Marshall-terv keretein belül az Egyesült Államokba utazott, ahol négy évig dolgozott a bostoni gyermekkórház hematológiai laboratóriumában.
1952-ben visszatért Franciaországba és Marcel Bessishez. Itt felfedezte, hogy nem csak a vörösvértestek, hanem a fehérvérsejtek is kiválthatnak immunválaszt. Ahogyan később nyilatkozott: "Megértettem, és lépésről lépésre be is tudtam bizonyítani, hogy a szervezet minden szövetének sejtjei olyan kémiai identitással rendelkeznek, ami megkülönbözteti őket az ugyanabba a fajba tartozó más szervezetektől, mégpedig olyan mértékben hogy inkompatibilisek lesznek egymással".
1958-ban a Párizsi Egyetem docensévé és az országos vértranszfúziós központ immunhematológiai laboratóriumának vezetőjévé nevezték ki. Ugyanebben az évben felfedezte az első antigént a fehérvérsejteken, ami felelős volt az agglutinációjukért. Emellett tanácsadóként is segítette az oktatási minisztérium munkáját az akkor végrehajtott egészségügyi-oktatási reformban.
1960 és 1965 között Dausset a szervátültetés hatékonyabbá tételét és a szervezet befogadóképességének javítását vizsgálta. 1965-ben felfedezte azt az antigént, a HLA rendszert, amely a szervkilökődésekért volt felelős és képessé vált a donorokat olyan csoportokba osztani, melyeken belül a kilökődés veszélye jelentősen lecsökkent. 1968-tól a saját kutatási osztályát vezette az INSERM-nél (Institut national de la santé et de la recherche médicale).

## Elismerései

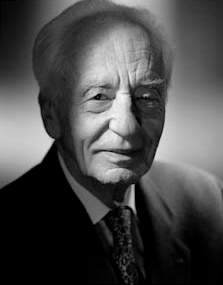
Jean Dausset 2005-ben, 89 évesen

Jean Dausset számos tudományos díjat kapott, miután közölte a HLA-rendszer felfedezését. 1967-ben a Francia Tudományos Akadémia kémiai és természettudományi nagydíját és a Nemzeti Tudományos Kutatóközpont ezüstérmét, 1968-ban Cognac-Jay-díjat, 1969-ben Stratton Lecture-díjat, 1970-ben Landsteiner-díjat, 1977-ben a Koch Alapítvány díját, 1978-ban pedig a Wolf Alapítvány díját nyerte el. Végül 1980-ban Baruj Benacerraffal és George D. Snell-lel közösen megkapta az orvostudományi Nobel-díjat is. 

## Későbbi munkássága
Jean Dausset Nobel-díja igen nagy publicitást biztosított számára és 1984-ben váratlanul egy igen nagy összeget hagytak kutatási céljaira. Ebből megalapította a Humán Polimorfizmus Kutatási Központját (Centre D’étude du Polymorphisme Humain,  CEPH) az emberi genetikai betegségek kutatására. A központ családok részletes genetikai vizsgálatát végezte el több generációra kiterjedően. Dausset együttműködött a neves populációgenetikussal, Luigi Luca Cavalli-Sforzával is az európai népesség genetikai változatosságának felderítésében és DNS-mintákat biztosított a humán genom feltérképezéséhez. 1993-ban a központot Jean Dausset-CEPH Alapítványnak nevezték át. 2003-ban a 87 éves Dausset visszavonult és CEPH tiszteletbeli elnöke lett.

## Családja
1963-ban házasodott össze Rosita Lopezzel. Két gyermekük született, Henri és Irène. Dausset 2009. június 6-án halt meg Palma de Mallorcában, 92 évesen.